# Krystyna Pyszková

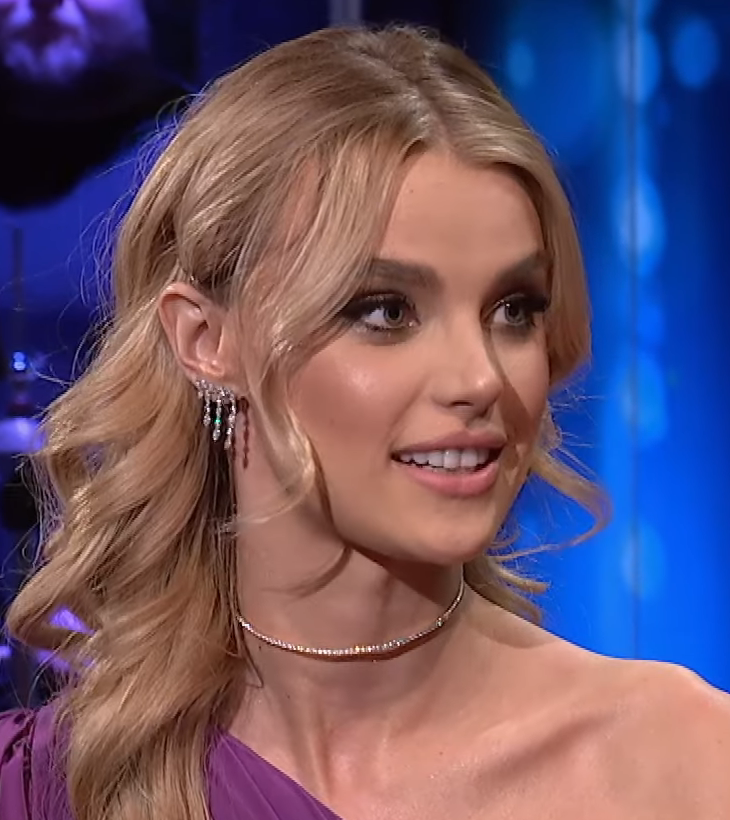
Krystyna Pyszková im Jahr 2024

Krystyna Pyszková (* 19. Januar 1999 in Třinec, Tschechien) ist ein tschechisches Model. Sie wurde zur Miss World 2023 gewählt.

## Leben
Krystyna Pyszková wurde 1999 in Třinec (Okres Frýdek-Místek) geboren, einer Stadt im Osten Tschechiens an der polnischen Grenze. Dort besuchte sie die Schule und begann später ein Studium der Rechtswissenschaften an der Karls-Universität in Prag und ein betriebswirtschaftliches Studium am Management Center Innsbruck (MCI) in Österreich.
Im Mai 2022 wurde Krystyna Pyszková zur Miss Tschechien gewählt, wodurch sie sich gleichzeitig qualifizierte, ihr Land bei der nachfolgenden 71. Miss-World-Wahl im Jahr 2023 zu repräsentieren. Die ursprünglich für Mai 2023 in den Vereinigten Arabischen Emiraten angesetzte Wahl fand nach einer örtlichen und terminlichen Verlegung schließlich im Februar und März 2024 in Indien statt. Insgesamt nahmen an der Finalrunde des Wettbewerbs 112 Frauen aus der ganzen Welt teil. Krystyna Pyszková konnte sich in der letzten Runde in Mumbai gegen die Teilnehmerinnen aus Libanon, Trinidad und Tobago und Botswana durchsetzen und wurde zu Miss World 2023 gekürt. Die Krone erhielt sie von ihrer Vorgängerin Karolina Bielawska. Pyszková ist nach Taťána Kuchařová die zweite Frau Tschechiens, die diese Auszeichnung erhielt.
Im Juli 2025 gab Krystyna Pyszková bekannt, dass sie schwanger sei und demnächst ihr erstes Kind erwarte.